# Кабео, Никколо
Никколо Кабео известный также как Николай Кабеус (итал. Niccolò Cabeo; 26 февраля 1586, Феррара — 30 июня 1650, Генуя) — итальянский иезуит, натурфилософ, богослов, инженер, физик, астроном, математик.

## Биография

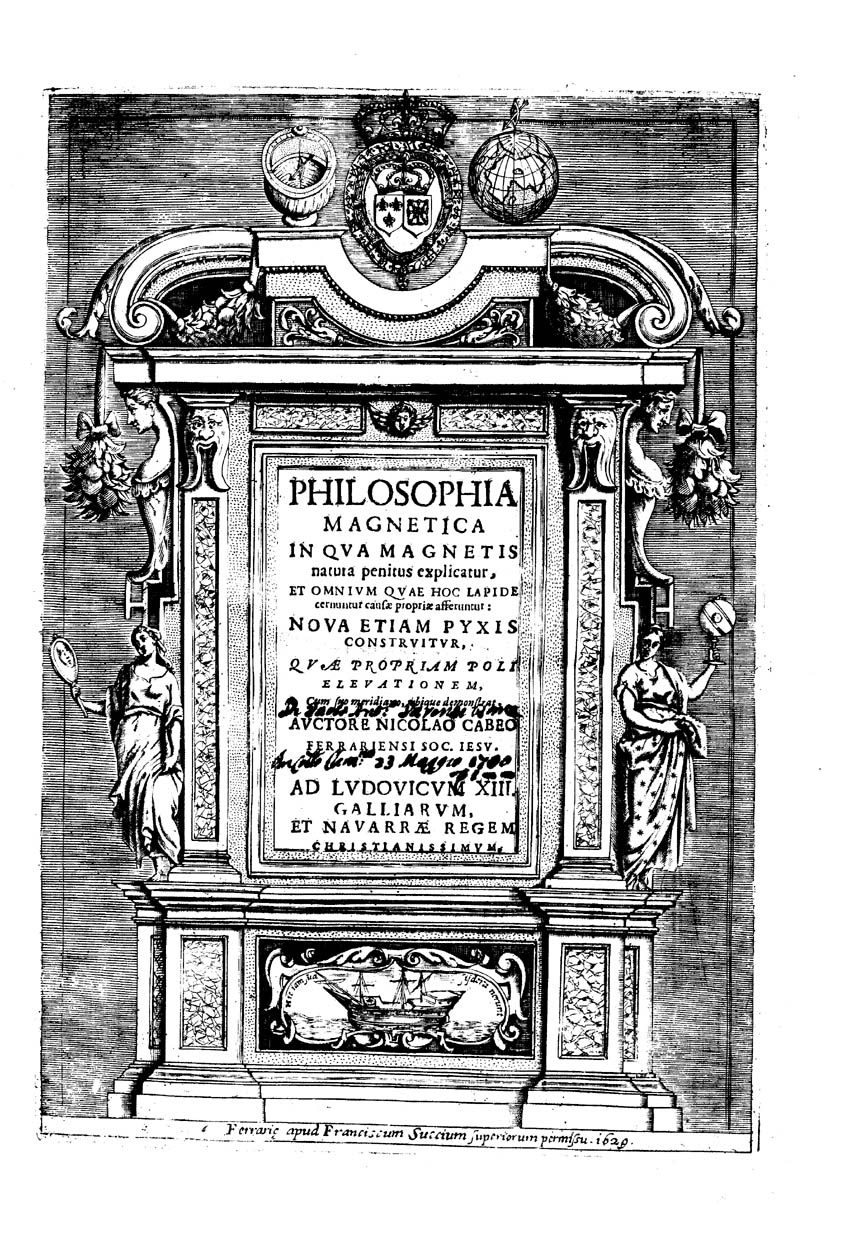
Philosophia magnetica, 1629

С 1602 года обучался иезуитском колледже в Парме, следующие два года учился в Падуе, в 1606—1607 годах — в Пьяченца, затем, в 1676—1610 годах — изучал философию в Парме. Там же в 1612—1616 годах изучал теологию.
Затем преподавал богословие и математику в Парме, в 1622 году стал проповедником. Некоторое время ему покровительствовали герцоги Мантуи и Эсте в Ферраре. В это время он занимался гидравлическими проектами. Позже, вернулся в Геную, где снова преподавал математику.
Известен физическими экспериментами и наблюдениями.
Автор сочинения о свойствах магнита «Philosophia magnetica», напечатанного в Ферраре в 1639 году. и «In quatuor libros meteorologicorum Aristotelis commentaria» (1646).
Первая из этих работ исследовала причину земного магнетизма и была посвящена исследованию работ Уильяма Гилберта. Кабео придерживался Геоцентрической системы мира и считал Землю неподвижной, поэтому не воспринимал её движение, как причину возникновения магнитного поля.
Вторая публикация Кабео была комментарием к «Метеорологике» Аристотеля. В этой работе он тщательно изучил ряд идей, предложенных Галилео Галилеем, в том числе о движении Земли и закон падающих тел. Кабео был противником теории Галилея. Он также изучал теорию измерения текущей воды, предложенную учеником Галилея Бенедетто Кастелли. Кабео и Кастелли были вовлечены в спор по поводу изменения маршрута реки Рено в северной Италии.
Кабео прославился подробным эмпирическим описанием свойств магнитов и открытием отталкивания между наэлектризованными телам. Он первым заметил, что наэлектризованные тела не только могут притягиваться, но также и отталкиваться.

## Память
- В честь Никколо Кабео в 1935 году назван лунный кратер Кабео. Проект LCROSS в октябре 2009 года обнаружил признаки присутствия воды в кратере Кабео.

## Bibliografia
- Heilbron, J.L., Electricity in the 17th and 18th Centuries. Los Angeles: University of California Press, 1979.
- Maffioli, Cesare, Out of Galileo, The Science of Waters 1628—1718. Rotterdam: Erasmus Publishing, 1994.
- Sommervogel (red.), Bibliotheque de la Compagnie de Jesus. Brussels: 1960.
- Gillispie, Charles Coulston (red.), Dictionary of Scientific Biography Vol. 3. New York: Scribners, 1973
- Borgato, Maria Teresa, Niccolò Cabeo tra teoria ed esperimenti: le leggi del moto, w G. P. Brizzi and R. Greci (red.), Gesuiti e Università in Europa, Bologna: Clueb, 2002, str. 361—385.
- Dear, Peter. Discipline and Experience: The Mathematical Way in the Scientific Revolution. Chicago: University of Chicago Press, 1995.